# Psychische Störung

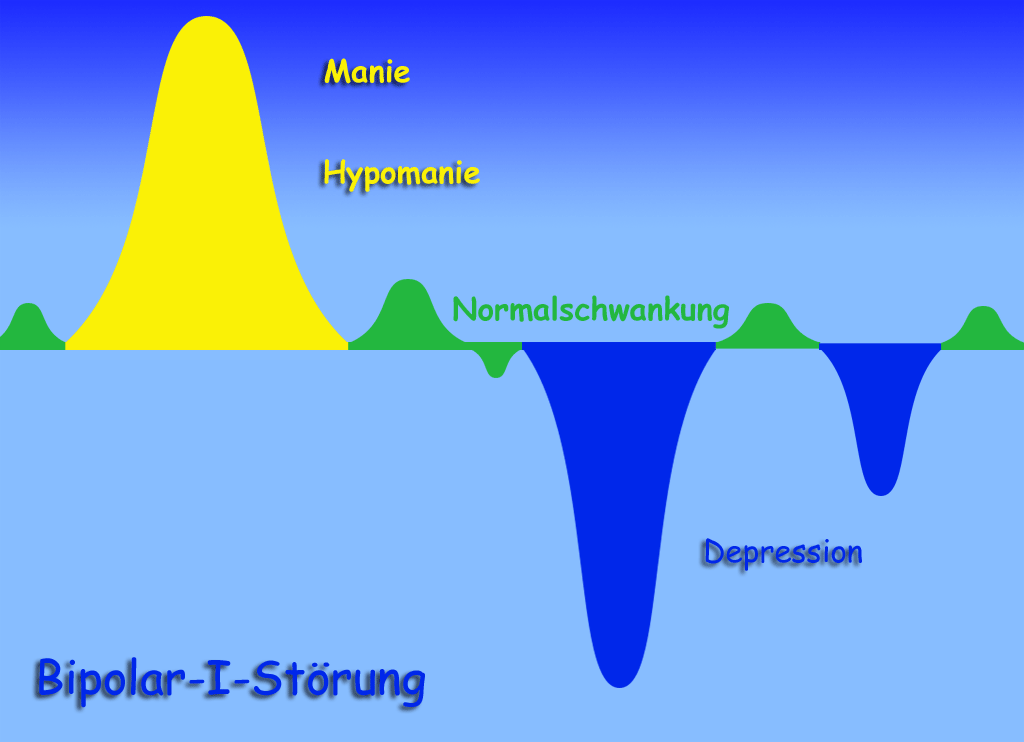
Beispiel einer psychischen Störung: Verlaufsbild einer Bipolar-I-Störung

Eine psychische oder seelische Störung ist ein Muster des Erlebens und Verhaltens, das persönlichen Leidensdruck oder eine eingeschränkte Alltagsbewältigung verursacht. Es kann mit Veränderungen der Wahrnehmung, des Denkens, Fühlens oder auch des Selbstbildes (Selbstwahrnehmung) einhergehen.
Ein wesentlicher Bestandteil dieser Störungen ist zudem oft eine verminderte Selbstregulationskompetenz. Dann können die Betroffenen ihre Erkrankung auch durch verstärkte Bemühungen, Selbstdisziplin oder Willenskraft nur schwer oder gar nicht beeinflussen. Eine eigenständige Lebensführung und soziale Beziehungen werden dadurch oft beeinträchtigt (z. B. durch Schwierigkeiten, soziale Rollen wie vorher auszufüllen).
Psychische Störungen treten in vielfältigen Erscheinungsformen auf und gehören zu den am weitesten verbreiteten Erkrankungen: So schätzt die Weltgesundheitsorganisation, dass weltweit etwa 300 Millionen Menschen von Depressionen, 47,5 Millionen von Demenz und 21 Millionen von Schizophrenie betroffen sind.
Psychische Störungen werden von Psychiatern und Psychotherapeuten behandelt. Der Einsatz von Psychopharmaka und Psychotherapie gilt als Standard, wobei deren jeweilige Bedeutung für die Behandlung vom konkreten Einzelfall abhängt. Ergänzend können Psychoedukation, Ergotherapie und andere Verfahren zum Einsatz kommen. Für den Behandlungserfolg bedeutsam ist auch, dem Patienten das Gefühl der Stigmatisierung zu nehmen. Auch das Wechselspiel zwischen dem Betroffenen und seiner Umwelt kann von Bedeutung sein, sodass diese bei einer Behandlung mit einbezogen werden kann.

## Was ist eine psychische Störung?

### Begriffsabgrenzung
Menschliches Erleben umfasst Gefühle, Denken, Aufmerksamkeit und Gedächtnis. Psychische Störungen können jeden dieser Bereiche betreffen. Allerdings ist nicht jede Abweichung von einem als normal angesehenen Erleben bereits eine Störung mit Krankheitswert. Viele Menschen erleben z. B. über eine kurze Zeit leichte Stimmungsschwankungen, die sich von selbst zurückbilden und nicht als Krankheit erlebt werden. Auch gibt es Menschen, die unter einer schweren Belastung depressive oder psychotische Episoden erleben und anschließend psychisch stabil weiterleben. Neben einer objektiv feststellbaren Abweichung von einer zuvor definierten Norm spielt auch das subjektive Leiden des Betroffenen eine Rolle.
Verhalten kann zwar beobachtet werden, über inneres (also subjektives) Erleben kann man jedoch nur durch die Auskunft des Betroffenen Kenntnisse erlangen. Es gibt jedoch charakteristische Symptome, die von Untersuchern in hoher Übereinstimmung festgestellt werden können – insbesondere aus dem Bereich der inhaltlichen Denkstörungen, der Störungen des Ich-Erlebens und der Wahrnehmungsstörungen.

### Allgemeine Merkmale
Es existiert keine universelle, allseits akzeptierte Definition davon, was eine psychische Störung im Kern ausmacht. Dennoch kann man einige allgemeine Merkmale benennen, die abweichendes Verhalten und Erleben kennzeichnen. Dazu gehören:
- Statistische Seltenheit – Die extremen Symptome und Verhaltensweisen, die für viele psychische Störungen typisch sind, liegen entweder bei der Mehrheit der Bevölkerung nicht vor oder sind deutlich schwächer ausgeprägt. Das bedeutet, sie kommen also (relativ gesehen) selten vor.
- Verletzung von sozialen Normen – Hier geht es um die Frage, ob soziale Normen verletzt werden und andere Menschen durch das Verhalten bedroht, in Angst versetzt oder belästigt werden. Das kann zweifellos auf manche psychische Störungen zutreffen. Jedoch sind beispielsweise Prostitution und Kriminalität keine psychischen Störungen, obwohl beide definitiv soziale Normverletzungen darstellen. Andererseits kann man (z. B. als sehr ängstlicher Mensch) auch psychisch erkrankt sein, ohne sich auffällig zu verhalten. Problematisch ist zudem, dass eine Verletzung sozialer Normen naturgemäß stark kulturabhängig ist.
- Persönliches Leid – Ein entscheidendes Merkmal vieler psychischer Störungen ist der individuelle Leidensdruck. Alleine reicht dieser Aspekt jedoch zur Definition nicht aus: So gibt es Störungen ohne Leidensdruck (wie etwa Psychopathie) und umgekehrt ist nicht jede Art von psychischem Leiden krankheitsbedingt (etwa Schmerzen bei der Geburt oder Hungern bei Nahrungsknappheit).
- Beeinträchtigung der Lebensführung – Funktionseinschränkungen in wichtigen Lebensbereichen (z. B. Konflikte auf der Arbeit oder in der Ehe) sind eine weitere zentrale Folge der meisten psychischen Störungen. Allerdings gibt es auch Phänomene, die zwar bei vorhandenem Leidensdruck als Störung gewertet werden, wo die Lebensführung aber kaum beeinträchtigt ist.
- Unangemessenes Verhalten – Darunter wird ein Verhalten verstanden, das unerwartet als Reaktion auf eine Belastung auftritt und nicht nachvollziehbar oder nicht situationsentsprechend ist. Ein Beispiel dafür wären die plötzlichen, scheinbar grundlosen und unverhältnismäßig starken Panikzustände, die bei einigen Angststörungen vorkommen.

Es ist wichtig zu beachten, dass jeder einzelne Aspekt alleine nicht zur Definition ausreicht. Erst alle zusammen ergeben eine nützliche Annäherung an das Wesen psychischer Störungen. Bei den meisten psychischen Störungen sind mehrere dieser Kriterien gleichzeitig erfüllt.

### „Harmful Dysfunction“-Ansatz
Das Konzept der „schädlichen Dysfunktion“ stellt einen weiteren Zugang dar, um festzustellen, wann ein Verhalten oder mentaler Zustand die Ebene einer validen psychischen Störung erreicht. Dieser Ansatz wurde von Jerome Wakefield entwickelt und hat die DSM-Definition von psychischer Störung stark beeinflusst. Darin kombiniert er evolutionsbiologische Erkenntnisse mit sozialen Wertvorstellungen. Denn laut Wakefield besteht die Essenz jeder Störung darin, dass immer gleichzeitig eine biologische und eine soziale Ordnung beeinträchtigt sind. Alle psychischen Störungen müssen demnach zwei Bedingungen erfüllen:
Erstens müssen Beweise dafür existieren, dass das zu prüfende Erleben oder Verhalten auf einer natürlichen Dysfunktion (d. h. einer Funktionsstörung) basiert. Das ist dann der Fall, wenn ein interner psychischer Mechanismus in einer Person seine von der Evolution vorgegebenen Funktionen nicht (mehr) effektiv genug erfüllen kann. Es muss ein Mangel in einem allgemeinen psychologischen Mechanismus vorliegen (z. B. Wahrnehmung, Sprache, Gedächtnis oder Gefühlssteuerung), der kulturunabhängig allen Menschen gemeinsam ist. Demnach kann von dieser naturgegebenen psychischen Fähigkeit also angenommen werden, dass normalerweise jeder ausreichend über sie verfügt.
Zweitens sind wissenschaftliche Nachweise nötig, dass dieser Mangel bei davon Betroffenen zu bedeutsamem Schaden oder Nachteilen führt. Was als schädlich gilt, wird durch die aktuelle Umgebung und deren kulturelle Werte bestimmt. Schädlichkeit kann z. B. festgestellt werden durch Belege für erhöhte Sterblichkeit oder Krankheitsbelastung (etwa selbstverletzendes Verhalten, zweckloses Leiden oder gesteigerte Unfallgefahr). Dazu zählen auch Einschränkungen beim Ausüben grundlegender Alltagsaktivitäten, die alle Menschen gewöhnlich altersentsprechend bewältigen können. Diese betreffen Lebensbereiche wie Familie, soziale Beziehungen, Selbstversorgung oder Ausbildung und Beruf.
Nach dieser Logik stellt beispielsweise Homosexualität (biologisch gesehen) eine Dysfunktion dar, da sie der evolutionären Funktion, Nachwuchs zu zeugen, entgegensteht. Sie stellt jedoch keine psychische Störung dar, weil diese Dysfunktion selbst keine direkten negativen Folgen für die betroffenen Menschen hat (höchstens indirekt durch diskriminierende Reaktionen der Umwelt). Kritiker dieses Ansatzes bezweifeln jedoch, dass sich alle psychischen Störungen als evolutionäre Dysfunktion interpretieren lassen. So seien etwa Schlangenphobien ganz im Gegenteil als adaptive Anpassung zu sehen – je nach der Umwelt, in der sich eine Person bewegt. Weiterhin wird oft bemängelt, dass die Theorie unscharf bleibt, weil beim heutigen Stand der evolutionären Psychologie viel zu wenig über die Entstehung von psychischen Funktionen bekannt sei.

## Grundsätzliches
Die Wurzeln der traditionellen Psychiatrie sind seit Wilhelm Griesinger (1817–1868) vorwiegend biologischer Natur. Dort steht bei den Klassifikationsversuchen der Versuch im Vordergrund, psychische Symptome zu objektivieren, indem man sie mit bereits bekannten Gehirnerkrankungen vergleicht und untersucht, inwiefern sie eine Normabweichung darstellen. Hier werden die psychischen Störungen im Sinne von multifaktoriellen Ursachen verstanden: Einerseits kann eine psychische Störung Ausdruck einer von außen herbeigeführten, nachweisbaren körperlichen Störung sein (z. B. toxisch bedingte Halluzinationen), andererseits wird dabei auch möglichen inneren Ursachen (Endogenität) Rechnung getragen.
Schon hinsichtlich der Symptomatologie bestehen Überschneidungen, die eine exakte Diagnose erschweren. Viktor von Weizsäcker sprach in diesem Zusammenhang von einer Ausdrucksgemeinschaft psychischer Symptomatik. Eine Störung kann von daher sehr an eine körperliche Störung erinnern, ohne dass dies bisher sicher anhand endogener Faktoren nachzuweisen wäre (z. B. im Fall der schizophrenen Psychosen).

### Ursachen
Die heutige Medizin schreibt psychischen Störungen, die nicht auf eine klar benennbare biologische Ursache zurückzuführen sind, keine spezifische Ursache mehr zu. Die konkrete Kausalkette von Körpervorgängen (der Pathomechanismus), die zu einer bestimmten psychische Störung führt, bleibt aber meist weiterhin unbekannt. Aufgrund dieses lückenhaften Ursachenwissens beschränkt man sich momentan stattdessen darauf, möglichst genau Symptome und Symptomkombinationen (Syndrome) zu beschreiben. Dabei wird meist ein multifaktorielles Ursachengefüge angenommen, das in allgemeinen, noch wenig detaillierten Modellen dargestellt wird (siehe Diathese-Stress-Modell). Diese Sichtweise entspricht dem heutigen Stand der Wissenschaft, entwickelt sich jedoch stetig weiter. Es ist davon auszugehen, dass sich dieses Verständnis infolge zukünftiger Forschungserkenntnisse zur Verursachung psychischer Störungen noch fortentwickeln wird.

### Arbeitsumfeld als Ursache im Einzelfall
Psychische Störungen können grundsätzlich sowohl „innere Ursachen“ in der Person als auch „äußere Ursachen“ aus der Umwelt haben. Das Verbrauchermagazin Finanztest informierte im Jahr 2024 darüber, dass aktuell 82 Erkrankungen auf der Liste mit allen Berufskrankheiten gelistet und psychische Erkrankungen dort nicht erfasst sind. Jedoch in seltenen Fällen können gemäß Verbrauchermagazin „Finanztest“ auch psychische Erkrankungen gerichtlich anerkannt werden, weil sie berufsbedingt als eine „Wie-Berufskrankheit“ infrage kommen können – wozu beispielsweise die Posttraumatische Belastungsstörung (PTBS) zählt. Als gesetzlich versicherte Person zusammen mit einem Fachanwalt für Sozialrecht müssten bei zu vermutendem „berufsbedingt hinreichend hohen Erkrankungsrisiko“ die grundsätzlich anhand der von Hausarzt und Facharzt dokumentieren einzelnen Diagnosen im Rahmen der Sozialgerichtsbarkeit schlussendlich vom Bundessozialgericht auf die Möglichkeit einer „Wie-Berufskrankheit“ im konkreten Einzelfall gerichtlich gründlich überprüft werden. Als Beispiel für eine solche „Wie-Berufskrankheit“ dokumentierte „Finanztest“ den vom Bundessozialgericht überprüften Fall von einem Sanitäter mit beruflicher Extrembelastung, der ein Trauma erlitt durch mehrfach miterlebten Amoklauf und Suizid und daher an einer Posttraumatischen Belastungsstörung erkrankte, so dass das BSG die psychische Erkrankung des Sanitäters als eine grundsätzlich gerichtlich nachprüfbare „Wie-Berufskrankheit“ anerkannte.

## Klassifikation
Das Verständnis psychischer Störungen ist seit jeher von vielfältigen Erklärungsversuchen geprägt. Daher waren die Bestrebungen, diese Störungen systematisch zu ordnen, immer auch abhängig vom jeweiligen Zeitgeist und den entsprechenden geschichtlichen Bedingungen – und sind es bis heute. Die Einteilung (Klassifikation) psychischer Störungen war lange Zeit je nach Land und Region sehr unterschiedlich und hing von psychologischen oder medizinischen Lehrmeinungen ab. Die Erfolge in der Erkennung und Behandlung dieser Erkrankungen blieben jedoch begrenzt.
Im 19. Jahrhundert verbesserte sich die medizinische Diagnostik und in der Biologie und Chemie zeigte sich die Wichtigkeit wissenschaftlicher Klassifikationssysteme (siehe Periodensystem oder biologische Taxonomie), um Fortschritte zu erzielen. Davon beeindruckt und angespornt, versuchte man, ähnliches auch auf dem Gebiet der psychischen Störungen zu erreichen.
Heute haben in der klinischen und wissenschaftlichen Anwendung zwei Diagnose- und Klassifikationssysteme eine weltweite Bedeutung:
- die Internationale Klassifikation psychischer Störungen als Teil des ICD-10 der WHO (auf internationale Anwendung abzielend)
- das Diagnostic and Statistical Manual of Mental Disorders (DSM) der American Psychiatric Association (vor allem in den USA und der internationalen Forschung gebräuchlich)

Bis heute werden einzelne Aspekte der Klassifikation kontrovers diskutiert. Die beiden vorhandenen Systeme werden immer als vorläufig verstanden und stellen noch keine endgültigen Abgrenzungen im Sinne echter medizinischer Krankheiten dar. Während lange Zeit eine Einteilung der psychischen Störungen in neurotische und psychotische Störungen üblich war, wird in den aktuellen Klassifikationssystemen auf diese Begriffe weitgehend verzichtet. Auch Bezeichnungen wie Krankheit oder „psychogen“ werden dort bewusst vermieden und es wird stattdessen neutraler von Störungen gesprochen.

### ICD
Das fünfte Kapitel des ICD-10 enthält die Internationale Klassifikation psychischer Störungen. Das Kapitel umfasst alle psychischen Störungen und ist in hundert Klassen unterteilt (F00–F99). Jeder Klasse wird ein bis zu fünfstelliger Schlüssel zugeordnet. Die ersten drei Stellen ergeben eine grobe Bezeichnung der Diagnose („Dreisteller“).

### DSM
Das DSM wird vor allem in der psychiatrischen und psychologischen Forschung verwendet. Der Begriff „psychische Störung“ wird darin folgendermaßen definiert:

„Eine psychische Störung ist definiert als Syndrom, welches durch klinisch signifikante Störungen in den Kognitionen, in der Emotionsregulation und im Verhalten einer Person charakterisiert ist.
Diese Störungen sind Ausdruck von dysfunktionalen psychologischen, biologischen oder entwicklungsbezogenen Prozessen, die psychischen und seelischen Funktionen zugrunde liegen.
Psychische Störungen sind typischerweise verbunden mit bedeutsamen Leiden oder Behinderung hinsichtlich sozialer oder berufs-/ausbildungsbezogener und anderer wichtiger Aktivitäten.“

Die aktuelle Version, DSM-5, enthält anders als die beiden Vorgänger kein multiaxiales System mehr und besteht aus 22 gleichrangigen Kategorien.

## Verbreitung

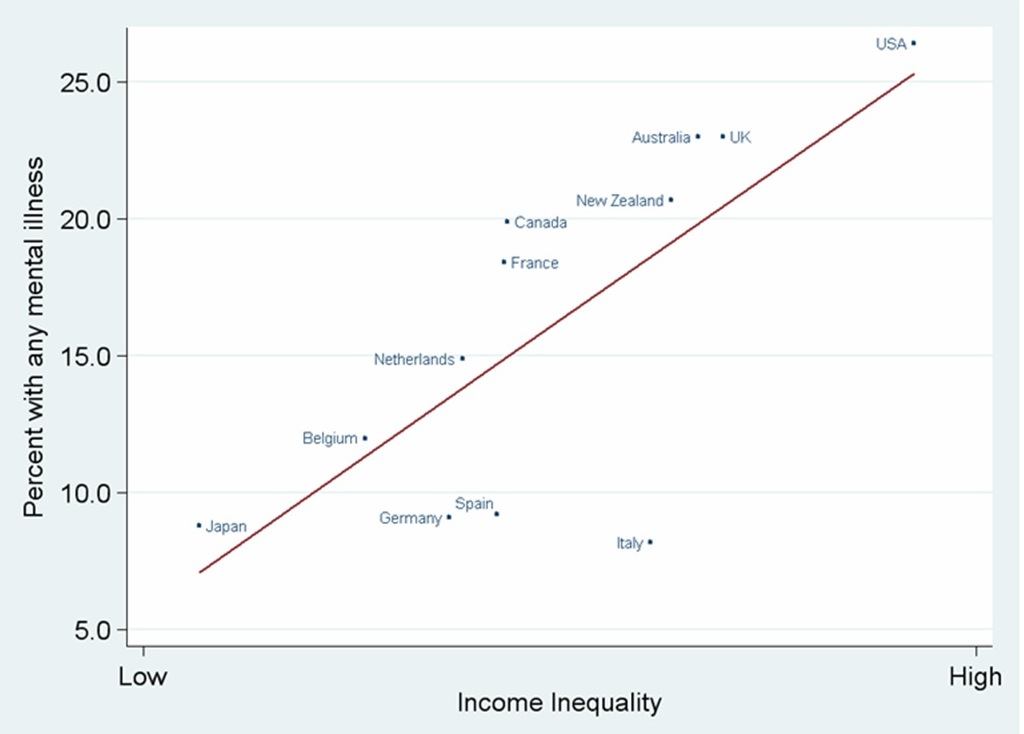
In Ländern mit höherer Ungleichheit existieren mehr psychische Störungen

Psychische Störungen gehören zu den häufigsten Beratungsanlässen beim Hausarzt und in allgemeinmedizinischen Praxen. An erster Stelle stehen in Europa Angststörungen, gefolgt von Schlafstörungen, Depressionen, Somatoformen Störungen, Substanzabhängigkeiten, ADHS bei jüngeren und Demenz bei älteren Menschen.
2005 berechneten Wissenschaftler der Technischen Universität Dresden und des Max-Planck-Instituts für Psychiatrie in München, dass etwa jeder vierte erwachsene EU-Bürger innerhalb eines Jahres an einer psychischen Erkrankung leidet. In einer umfangreichen weltweiten Analyse von Daten ergab sich im Jahr 2014, dass global gesehen im Durchschnitt etwa jeder Fünfte innerhalb eines Jahres an einer psychischen Erkrankung leidet.
Schwieriger ist die Angabe einer Lebenszeitprävalenz. Bei einmaligen Befragungen kann es zu einer starken Unterschätzung der Neuerkrankungsrate kommen, da im frühen Erwachsenenalter erlebte psychische Erkrankungen später oft nicht mehr erinnert werden. Eine Längsschnitt-Studie ergab, dass über 80 % aller Untersuchten zwischen Geburt und mittlerem Lebensalter mindestens kurzzeitig unter einer psychischen Erkrankung litten. Laut WHO leidet gut ein Viertel der Weltbevölkerung einmal in ihrem Leben an einer behandlungsbedürftigen psychischen Erkrankung. Eine Metaanalyse der TU Dresden geht sogar von einem Lebenszeitrisiko von mehr als 50 Prozent aus.
Psychische Erkrankungen zeichnen sich besonders dadurch aus, dass sie oft früh beginnen und überproportional Jugendliche und junge Menschen betreffen. So brechen ca. 50 % aller psychischen Störungen vor dem 15. Lebensjahr und 75 % vor dem 25. Lebensjahr aus. Das steht in starkem Kontrast zu anderen chronischen Erkrankungen wie Krebs, Herzleiden oder Parkinson, die meist in deutlich späterem Lebensalter auftreten.
Die Erkrankungsraten sind je nach soziodemographischer Gruppierung sehr unterschiedlich:
- Altersverteilung – Psychische Störungen werden am häufigsten bei jüngeren Erwachsenen (18–34 Jahre) diagnostiziert und am seltensten bei Älteren (65–79 Jahre).[29]
- Sozioökonomischer Status – Im Mittel werden psychische Störungen in unteren sozioökonomischen Schichten häufiger diagnostiziert als in Höheren.[29]
- Urbanität – Hinsichtlich der „Verstädterung“ lässt sich ein Trend zu höheren Erkrankungsraten in Großstädten über 500.000 Einwohner erkennen.[29]

## Geschlechterverteilung
In der DEGS-Studie des Robert Koch-Instituts wurden bei insgesamt 33,3 % der Frauen und 22,0 % der Männer in Deutschland psychische Erkrankungen diagnostiziert (12-Monatsprävalenz).
Die auf diesen Daten basierenden Verhältnisse sind in der folgenden Tabelle als „Männer: Frauen“ angegeben. Zum Beispiel bedeutet „4,7:1“, dass auf 4,7 Männer mit Alkoholstörungen 1 Frau mit Alkoholstörungen kommt. Zu beachten sind die Fußnoten, da sich manche Zahlen nur auf bestimmte Altersgruppen (18- bis 79-Jährige) beziehen, aus unterschiedlichen Ländern und z. B. von unterschiedlichen Untersuchungszeitpunkten stammen usw. Zudem können geschlechterspezifisch unterschiedliche diagnostische Zuordnungen die Statistiken verzerren (siehe Gender Bias).
| Männer häufiger betroffen                                    | kein (großer) Geschlechterunterschied | Frauen häufiger betroffen |
| ------------------------------------------------------------ | --- | --- |
| „Alkoholstörungen“ (4,7:1)                                   | Zwangsstörung (1:1,2) einschließlich Zwangshandlungen (Handwaschrituale häufiger bei Frauen, „Verzögerung der Handlungsabläufe ohne Wiederholung“ häufiger bei Männern) | Angststörung (1:2,3) einschließlich der meisten phobischen Störungen (u. a. Agoraphobie). Siehe generalisierte Angststörung (GAS) (ca. 1:2) und Panikstörung (ca. 1:2). |
| Aufmerksamkeitsdefizit-/Hyperaktivitätsstörung (4:1)         | Bipolare Störung (1:1,1) | Unipolare Depression (1:2). |
| Frühkindlicher Autismus (3–4:1)                              | Schizophrenie, Psychotische Störung | |
|                                                              | Soziale Phobie (1:1,4) | Posttraumatische Belastungsstörung (PTBS) (1:2–3) |
| Störung des Sozialverhaltens (2:1) (Kinder oder Jugendliche) | | |
| Asperger-Syndrom (2:1)                                       | Körperdysmorphe Störung | Anorexia nervosa (1:5,5) und Bulimia nervosa |
| Ticstörung (2:1)                                             | | Rett-Syndrom (bisher nur bei Mädchen beschrieben) |

## Behandlung
Viele psychische Erkrankungen sind heutzutage gut behandelbar. Sowohl Psychotherapie als auch Psychopharmaka sind wissenschaftlich fundierte Mittel zur Behandlung psychischer Erkrankungen. Bei Störungen, die einen Wert von 40 auf der GAF-Skala unterschreiten, kann Soziotherapie begleitend angewendet werden.
Zwangsbehandlung
Bei erkennbar gravierender Selbst- oder Fremdgefährdung und gleichzeitig fehlender Einsicht über die eigene Behandlungsnotwendigkeit können Menschen mit schweren psychischen Störungen als allerletztes Mittel auch gegen ihren Willen einer Behandlung zugeführt werden. Die Behandlung erfolgt in einer geschlossenen psychiatrischen Abteilung. Die Regelungen zur Akuteinweisung sind landesrechtlich festgelegt. Ohne zusätzliche richterliche Anordnung darf eine solche Zwangsunterbringung längstens 24 Stunden betragen.
Zu längerdauernden Zwangsbehandlungen kann es in folgenden Zusammenhängen kommen:
- Nach einer Straftat als Maßregel der Besserung und Sicherung (Maßregelvollzug, auch strafrechtliche Unterbringung genannt).
- Als Unterbringung nach dem jeweiligen Unterbringungsgesetz (Psychisch-Kranken-Gesetz), das je nach Bundesland unterschiedlich gestaltet ist (sog. öffentlich-rechtliche Unterbringung).
- Auf Anordnung eines rechtlichen Betreuers oder Bevollmächtigten nach § 1906 BGB (mit Genehmigung des Betreuungsgerichtes). Die Zwangsbehandlung während einer genehmigten (zivilrechtlichen) Unterbringung ist nach Beschluss des BGH vom 1. Februar 2006 (BGH XII ZB 236/05) nur in sehr eingeschränktem Maße zulässig.[42]

## Volkswirtschaftliche Kosten
Psychische Erkrankungen sind die zweithäufigste Ursache für Arbeitsunfähigkeitsbescheinigungen im Rahmen der gesetzlichen Krankenversicherung. Seit 1976 steigen die Arbeitsunfähigkeitstage durch psychische Erkrankungen stetig an. Von 2005 bis 2012 stieg der Anteil um 97,1 Prozent. Frauen waren dabei deutlich häufiger betroffen als Männer. Das spiegelt sich auch im stationären Bereich (Krankenhaus) wider: Seit 1986 stieg die Zahl der Krankenhausfälle von 3,8 Fällen je 1000 GKV-Versicherte um das 2,5fache auf 9,3 Fälle im Jahr 2005. Dieser Trend hat sich bis 2017 weiter fortgesetzt.
Psychische Störungen sind eine wesentliche Ursache für Frühverrentung. Die wirtschaftlichen Belastungen durch diese Erkrankung sind wegen der Kombination aus hohem Verbreitungsgrad, frühem Einsetzen und oft ungünstigem, langem Krankheitsverlauf bedeutend. Die jährlichen Gesamtkosten wurden in Europa für das Jahr 2004 auf 240 Milliarden € geschätzt. Der größte Teil entfällt dabei auf die indirekten Kosten, die mit 132 Milliarden € beziffert werden können. In Deutschland betrugen die Kosten für psychische und Verhaltensstörungen im Jahre 2002 noch 280 Euro pro Einwohner, 2015 lag diese Summe bereits bei 540 Euro. Bis 2023 stiegen die Kosten auf 761 Euro pro Einwohner, womit diese zu den kostenintensivsten Erkrankungen gehörten.

## Auswirkungen von Wirtschaftskrisen
Laut einer Übersichtsarbeit durch die EPA von 2016 besteht ein breiter Konsens über die schädlichen Folgen von Wirtschaftskrisen für die psychische Gesundheit, insbesondere für das psychische Wohlbefinden, Depressionen, Angststörungen, Schlaflosigkeit, Alkoholmissbrauch und suizidalem Verhalten. Hauptrisikofaktoren sind Arbeitslosigkeit, Verschuldung, prekäre Arbeitsbedingungen, Ungleichheit, ein Mangel an sozialer Verbundenheit und Instabilität der Wohnverhältnisse. Männer im erwerbsfähigen Alter können besonders gefährdet sein sowie Bevölkerungsgruppen mit früherem niedrigem sozioökonomischem Status oder stigmatisierte Bevölkerungsgruppen. Allgemeine Sparmaßnahmen und schlecht entwickelte Sozialsysteme verstärken die schädlichen Auswirkungen von Wirtschaftskrisen auf die psychische Gesundheit. Die wenigen Studien, die sich mit politischen Gegenmaßnahmen befassten, legten nahe, dass die Entwicklung von Sozialschutzprogrammen wie aktiven Arbeitsprogrammen, von Sozialhilfesystemen, der Schutz vor instabiler Wohnsituation und ein besserer Zugang zur psychiatrischen Versorgung (insbesondere auf der Ebene der Grundversorgung) dringend erforderlich ist.

## Fachliteratur
- Horst Dilling: Internationale Klassifikation psychischer Störungen. ICD-10 V (F). Klinisch-diagnostische Leitlinien. 10. Auflage. Hogrefe, 2015, ISBN 978-3-456-85560-8.
- Peter Falkai, Hans-Ulrich Wittchen (Hrsg.): Diagnostisches und statistisches Manual psychischer Störungen DSM-5. Hogrefe, Göttingen 2014, ISBN 978-3-8017-2599-0.
- Andreas Heinz (Hrsg.): Der Begriff der psychischen Krankheit. Suhrkamp / Insel Verlag, 2014, ISBN 978-3-518-29708-7.

## Literarisches und Erfahrungsberichte
- Anna Sperk: Neben der Wirklichkeit. Roman. Mitteldeutscher Verlag, Halle (Saale) 2018, ISBN 978-3-96311-014-6.[50]
- Jens Jüttner: Als ich aus der Zeit fiel. Mein Weg durch die paranoide Schizophrenie. Pinguletta Verlag, 2020, ISBN 978-3948063115.
- Klaus Gauger: Meine Schizophrenie. Verlag Herder, 2018, ISBN 978-3451600494.
- Janine Berg-Peer: Schizophrenie ist scheiße, Mama! Vom Leben mit meiner psychisch erkrankten Tochter. Fischer Taschenbuch, 2013, ISBN 978-3596189144.